# Mariano Barreda
Jorge Mariano Barreda Botto (Arequipa, Perú, 7 de junio de 2003) es un futbolista peruano. Juega como delantero y su equipo actual es el Foot Ball Club Melgar de la Liga 1 Perú.

## Trayectoria

### FBC Melgar
Surgido de las divisiones menores de Foot Ball Club Melgar, participó en las categorías menores del club desde el año 2018.
El día 17 de enero de 2022 firmó su primer contrato profesional. Ese mismo año pasó a ser parte del equipo de reservas, con quienes anotaría cinco goles y alcanzarían las semifinales en el Torneo de Promoción y Reserva.
En 2023 fue promovido al primer equipo, llegando a jugar su primer partido en La Tarde Rojinegra ante Deportivo Pasto. El día 9 de abril hizo su debut profesional, al ingresar en el minuto 70 del empate como visita 1-1 ante Sport Huancayo por la fecha 11 de la Liga 1. Aquel fue su único partido con el equipo de mayores ese año, mientras que apareció en otros tres partidos en el banquillo, siendo dos por Copa Libertadores y uno por el torneo nacional. Tuvo mayor participación con el equipo de reservas, volviendo a alcanzar las semifinales en el Torneo de Promoción y Reserva, anotando diez goles y siendo parte del once ideal del torneo.

#### Préstamos en Liga 2: Binacional y Cantolao (2024)
De cara a la temporada 2024, fue presentado nuevamente para el primer equipo de Melgar, sin embargo no apareció en lista en ninguno de los primeros siete partidos del año. Posteriormente, el día 27 de febrero fue anunciado su préstamo al Deportivo Binacional de la Segunda División. Se perdió los primeros cuatro partidos del año, para luego jugar en diez partidos, siendo seis como titular y tres jugando los noventa minutos. El día 7 de junio, en la décima fecha de la Primera Fase, anotaría, al minuto 83, el tercer gol de la victoria por 3-0 como locales ante la Universidad San Martín, tras una buena jugada individual, siendo este su primer gol como profesional. Al acabar la Primera Fase, consiguieron situarse en la cuarta posición de su grupo, con lo cual debían acceder a la siguiente etapa por el ascenso, sin embargo les restarían doce puntos por no cumplir con la bolsa de minutos, con lo cual bajarían hasta la última posición y siendo relegados al grupo por el descenso.
En búsqueda de competitividad, de cara a la segunda mitad del año sería prestado a la Academia Cantolao, de la misma Segunda División, aunque clasificado a la Fase por el ascenso.

## Selección nacional
Participó como sparring de la selección peruana previo al partido de repesca por la clasificación para el Mundial 2022.

## Estadísticas

### Clubes
| Club | Div.          | Temporada     | Liga  | Liga  | Liga    | Copas nacionales(1) | Copas nacionales(1) | Copas nacionales(1) | Copas internacionales(2) | Copas internacionales(2) | Copas internacionales(2) | Total | Total | Total  |
| Club | Div.          | Temporada     | Part. | Goles | Asist.. | Part.               | Goles               | Asist.              | Part.                    | Goles                    | Asist.                   | Part. | Goles | Asist. |
| --- | ------------- | ------------- | ----- | ----- | ------- | ------------------- | ------------------- | ------------------- | ------------------------ | ------------------------ | ------------------------ | ----- | ----- | ------ |
| F. B. C. Melgar · Perú                                                                                    | 1.ª           | 2023          | 1     | 0     | 0       | —                   | —                   | —                   | 0                        | 0                        | 0                        | 1     | 0     | 0      |
| F. B. C. Melgar · Perú                                                                                    | 1.ª           | 2025          | 3     | 1     | 0       | —                   | —                   | —                   | 0                        | 0                        | 0                        | 3     | 1     | 0      |
| F. B. C. Melgar · Perú                                                                                    | Total club    | Total club    | 4     | 1     | 0       | 0                   | 0                   | 0                   | 0                        | 0                        | 0                        | 4     | 1     | 0      |
| Deportivo Binacional · Perú                                                                               | 2.ª           | 2024          | 10    | 1     | 0       | —                   | —                   | —                   | —                        | —                        | —                        | 10    | 1     | 0      |
| Deportivo Binacional · Perú                                                                               | Total club    | Total club    | 10    | 1     | 0       | 0                   | 0                   | 0                   | 0                        | 0                        | 0                        | 10    | 1     | 0      |
| Academia Cantolao · Perú                                                                                  | 2.ª           | 2024          | 3     | 0     | 0       | —                   | —                   | —                   | —                        | —                        | —                        | 3     | 0     | 0      |
| Academia Cantolao · Perú                                                                                  | Total club    | Total club    | 3     | 0     | 0       | 0                   | 0                   | 0                   | 0                        | 0                        | 0                        | 3     | 0     | 0      |
| F. B. C. Melgar "B" · Perú                                                                                | 3.ª           | 2025          | 1     | 1     | 0       | —                   | —                   | —                   | —                        | —                        | —                        | 1     | 1     | 0      |
| F. B. C. Melgar "B" · Perú                                                                                | Total club    | Total club    | 1     | 1     | 0       | 0                   | 0                   | 0                   | 0                        | 0                        | 0                        | 1     | 1     | 0      |
| Total carrera                                                                                             | Total carrera | Total carrera | 18    | 3     | 0       | 0                   | 0                   | 0                   | 0                        | 0                        | 0                        | 18    | 3     | 0      |
| (1)Incluye datos de. (2)Incluye datos de la Copa Libertadores (2023, 2025) y la Copa Sudamericana (2025). |               |               |       |       |         |                     |                     |                     |                          |                          |                          |       |       |        |

## Palmarés

### Distinciones individuales
| Distinción                                   | Año  |
| -------------------------------------------- | ---- |
| Once ideal del Torneo de Promoción y Reserva | 2023 |